# سمیر معروف
سمیر معروف (عربی: سمير معروف؛ زادهٔ ۲ ژانویهٔ ۲۰۰۱) بازیکن فوتبال است.
وی همچنین در تیم ملی فوتبال فلسطین بازی کرده است.